# Nesopachylus monoceros
Nesopachylus monoceros is een hooiwagen uit de familie Gonyleptidae.